# Rosa María Bianchi
Rosa María Bianchi (Buenos Aires, 18 de febrer de 1948) és una actriu argentina, nacionalitzada mexicana.

## Biografia
Molt jove es va traslladar a Mèxic on va obtenir la nacionalitat mexicana. Va estudiar actuació a l'INBA, l'escola de teatre del CUT dirigida pel mestre Héctor Mendoza, i en la UNAM, al mateix temps que participava en variades obres de teatre. En cinema va realitzar la seva primera actuació en la pel·lícula Hotel Villa Goerne en 1981, pel·lícula que s'estrenaria a l'any següent de ser filmada. En un dels cursos de la universitat va conèixer al futur productor i director Carlos Téllez qui posteriorment la va convidar a participar en el que seria la seva primera actuació en televisió, en la reeixida telenovel·la Cuna de lobos, el 1986. Amb aquesta es va donar a conèixer definitivament en terres mexicanes, interpretant a una secretària que es converteix en una víctima més de la temible Catalina Creel, la vilana de la història, paper a càrrec de María Rubio. Per la seva actuació va ser nominada a un premi Premis TVyNovelas a Millor revelació femenina. A partir d'aquí va continuar amb una reeixida carrera que ha abastat cinema, teatre i televisió.
Va estar casada amb el director de teatre Luis de Tavira, junts van tenir dos fills: Julián i el també actor José María de Tavira.

## Filmografia

### Telenovel·les
- Mujer de nadie (2022) - Gertrudis Valdepeña de Valdez[1]
- La suerte de Loli (2021) - Nora "Norita" Tovar de Torres,[2]
- Yago (2016) - Carmelina "Melina" López
- Yo no creo en los hombres (2014-2015) - Úrsula de la Vega Vda. de Santibáñez
- La fuerza del destino (2011) - Lucrecia Curiel de Lomelí
- Alborada (2005-2006) - Magdalena de Iturbe y Pedroza
- Alegrijes y rebujos (2003-2004) - Helga Aguayo
- La otra (2002) - Lupita Posada de Ibáñez
- Navidad sin fin (2001-2002) - Josefina
- Sin pecado concebido (2001) - Dra. Carmen Albán
- Mujer bonita (2001) - Carolina
- Locura de amor (2000) - Clemencia Castañón
- Infierno en el paraíso (1999) - Dolores
- La mentira (1998) - Sara de Fernández Negrete
- Pueblo chico, infierno grande (1997) - Porfiria Cumbios
- Canción de amor (1996) - Alina
- Caminos cruzados (1994-1995) - Alicia
- Sueño de amor (1993)
- Vida robada (1991-1992) - Irene Avelar
- Mi pequeña Soledad (1990) - Piedad Fernández
- Carrusel (1989-1990) - Claudia de Palillo
- Teresa (1989-1990) - Rosa Molina
- El extraño retorno de Diana Salazar (1988-1989) - Malena Salazar Obregón
- Cuna de lobos (1986-1987) - Bertha Moscoso / Michelle Albán

### Programes
- Monarca (2019) - Ana Cecilia Dávila Vda. de Carranza
- José José, el príncipe de la canción (2018) - Margarita
- Gritos de muerte y libertad (2010) - María Ignacia Escalada Vda. de Alamán
- Mujeres asesinas (2008-2010) - Sofía Capellán
- Amor mío (2006-2007) - Doña Maggie Casadiego Vda. de Juárez
- Vecinos (2005) - Señora Olvera
- Mujer, casos de la vida real (1995-2001) - Cuca/Lourdes
- Hora marcada (1989) - Amalia

### Cinema
- Si yo fuera tú (2018) - Josefina
- Qué pena tu vida (2016) - Patricia
- Sabrás que hacer conmigo (2015)
- Redemption of a broken mind (2015) - Ana Villalonga
- Frente al espejo (2013) - Actriz
- Los inadaptados (2011) - Carlota
- Una pared para Cecilia (2011)
- Sultanes del sur (2007) - Mamá
- Morirse en domingo (2006) - Laura
- Fuera del cielo (2006) - Señora García Luna
- Sexo impostor (2005)
- Dos tragedias (2004)
- Las lloronas (2004) - Francisca
- Nicotina (2003) - Carmen
- Por la libre (2000)
- Amores perros (2000) - Tía Luisa
- Libre de culpas (1997)
- Los vuelcos del corazón (1996)
- Miroslava (1993) - Sofía
- Ceremonia (1990)
- Peló gallo (1990)
- Hotel Villa Goerne (1982)

### Teatre
- Buenas noches, mamá (2010) - Thelma
- Mujeres que soñaron caballos
- La forma que se despliega
- Una canción apasionada
- La honesta persona
- La divina Sarah
- Entre mujeres

## Premis i nominacions

### Premis Ariel
- Premi Ariel a la Millor Actriu per la pel·lícula Nicotina en 2004.

### Premis TVyNovelas
| Any  | Categoria                 | Telenovel·la              | Resultat  |
| ---- | ------------------------- | ------------------------- | --------- |
| 2015 | Millor primera actriu     | Yo no creo en los hombres | Guanyador |
| 1999 | Millor primera actriu     | La mentira                | Nominat   |
| 1992 | Millor vilana             | Vida robada               | Nominat   |
| 1991 | Millor vilana             | Mi pequeña Soledad        | Nominat   |
| 1987 | Millor revelació femenina | Cuna de lobos             | Nominat   |

### Premis Bravo 2015
| Categoria             | Telenovel·la              | Resultat  |
| --------------------- | ------------------------- | --------- |
| Millor primera actriu | Yo no creo en los hombres | Guanyador |

### Premis ACE
| Any  | Categoria                  | Telenovel·la              | Resultat  |
| ---- | -------------------------- | ------------------------- | --------- |
| 2016 | Millor coactuació femenina | Yo no creo en los hombres | Guanyador |